# Ruphus
Ruphus war eine Jazzrock-Band aus Norwegen.

## Bandgeschichte
1970 trafen sich Kjell Larson und Asle Nilsen in Oslo bei einem Open-Air-Festival; nach weiteren 2 Jahren taten sich Kjell und Asle mit weiteren Musikern zusammen und begannen, eigene Stücke für Ruphus zu schreiben. 1973 wurden sie von Polydor Norwegen unter Vertrag genommen, und nahmen gleich ihr Debütalbum New Born Day auf.
Bis 1974 tourten Ruphus durch Norwegen. Durch ihre neu gewonnene Popularität wurde das Fernsehen auf sie aufmerksam und produzierte 1974 ein 45-Minuten-Spezial.
Im selben Jahr gingen Ruphus auf ihre erste Deutschland-Tournee, um gleich danach in ihrer Heimat ihre zweite LP im Studio einzuspielen. Ranshart war ihr erstes Export-Album und erregte auch international einige Aufmerksamkeit.
1976 produzierten sie ihr drittes Album Let Your Light Shine. Unüberhörbar war ihr neuer Stil. Ruphus hatte sich mit Hilfe des Rock- und Jazzgitarristen Terje Rypdal als Produzent zur Jazzrock-Band entwickelt. Die deutsche Metronome holte Ruphus zum ersten Brain-Festival am 26. Februar 1977 nach Essen, wo sie vor ca. 8000 Besuchern spielten.
1976 verließ Sängerin Gudny Aspaas die Formation wegen ihrer Schwangerschaft, für sie kam Sylvi Lillegaard. Auch Pianist Haakon Graf ging, um sich selbstständig zu machen. Er wurde durch Jan Simonson ersetzt. Ein Jahr später kam 1977 ihr viertes Werk auf den Markt. Inner Voice wurde wieder von Terje Rypdal produziert, und im Folgejahr erschien dann die erste Eigenproduktion Flying Colours.
Nach einer kurzen Tournee 1978, bei der sie auch auf dem zweiten Brain-Festival in Essen zu Gast waren, spielte die Gruppe ihre letzte LP in einem englischen Studio ein – Man Made. Am Ende dieses Jahres standen einige Umbesetzungen: Sängerin Gudny Aspaas kehrte zurück, die Keyboards wurden nun von Kjell Rönningen besetzt. Udo Dahmen wurde für die Drums verpflichtet, verließ die Band jedoch wieder, um bei Kraan einzusteigen, und räumte seinen Platz für Björn Jensen. Die erste Best of Ruphus-LP erschien, und Hot rhythms & high notes wurde in Deutschland veröffentlicht.
1996 erschien mit Ruphus – Coloured dreams & hidden schemes eine Doppel-CD mit Neuaufnahmen alter Songs.
Im Februar 2010 spielte Ruphus ein Konzert im norwegischen Club Rockefeller.

## Diskografie

### LPs
- 1973: New Born Day (Polydor 2382 037)
- 1974: Ranshart (Polydor 2382 046)
- 1976: Let Your Light Shine (Polydor 2382 071)
- 1977: Inner Voice (Polydor 2382 081)
- 1978: Flying Colours (Polydor 2382 085)
- 1978: Hot Rhythm & High Notes (Electric TRIX 8)
- 1979: Man Made (Polydor 2382 092)

### Singles
- 1974: Flying Dutchman Fantasy / Opening Scene (Polydor 2052 087)
- 1977: No Deal / Left Behind (Polydor)